# 좌초자산
좌초자산(stranded asset)은 "예기치 못한 또는 조기 상각, 평가 절하 또는 부채 전환으로 인해 어려움을 겪은 자산"이다. 좌초자산은 다양한 요인에 의해 발생할 수 있으며 경제 성장, 변화 및 혁신의 '창조적 파괴'에 내재된 현상이다. 따라서 이는 개인과 기업에 위험을 초래하고 시스템적인 영향을 미칠 수 있다. 기후변화는 탄소 집약적 산업과 투자자의 좌초 자산을 크게 증가시켜 세계 경제 전반에 잠재적인 파급 효과를 가져올 것으로 예상된다.
이 용어는 자산이 부채로 전환된 후 경제적 손실을 방지하기 위해 금융 위험관리에 중요하다. 회계사는 기업의 자산이 회수 가능 금액을 초과하지 않도록 보장하기 위해 자산 손상을 처리하는 조치(예: IAS 16)를 가지고 있다. 이러한 맥락에서 좌초자산은 노후화되었거나 성능이 저하되었지만 대차대조표에 이익 손실로 기록되어야 하는 자산으로도 정의된다.

## 같이 보기
- 탄소 상쇄
- 탄소세
- 와해성 기술
- 기후변화의 경제적 영향
- 유령 도시